# 战区弹道导弹
戰區彈道飛彈（Theatre ballistic missiles，TBM）是指任何射程在3500公里之內的彈道飛彈，用來對付戰區中的目標。它介於戰術彈道飛彈和洲際彈道飛彈之間，涵蓋了短程、中程彈道飛彈，但實際其核心指謂是中程導彈，只是範圍較寬鬆。例如：1960年代的蘇聯的RT-15飛彈、美國的PGM-17 Thor飛彈。